# ایوان مارتین (بازیکن فوتبال، زاده ۱۹۹۵)
ایوان مارتین (انگلیسی: Iván Martín؛ زادهٔ ۴ مارس ۱۹۹۵) بازیکن فوتبال اهل اسپانیا است.